# Per Blomberg
Per Olof Blomberg, född 4 augusti 1920 i Västervik, död 8 december 1998 i Hägersten, var en svensk konstnär.
Blomberg studerade vid Gerlesborgsskolan samt under studieresor i utlandet. Hans konst består av mariner, landskapsmålningar och blommande fruktträd i Sverige och Provence. Blomberg är gravsatt i minneslunden på Skogskyrkogården i Stockholm.